# فريدريك ألسويرث ماثر
فريدريك ألسويرث ماثر (بالإنجليزية: Frederick Ellsworth Mather)‏ هو محامي وسياسي أمريكي، ولد في 23 مايو 1809، وتوفي في 9 نوفمبر 1900. انتخب عضو جمعية ولاية نيويورك.